# Fausto Paravidino
Fausto Paravidino (n. 15 iunie 1976, Genova, Italia) este un dramaturg, actor și scenarist italian. 